# Franziskanerkloster Augsburg

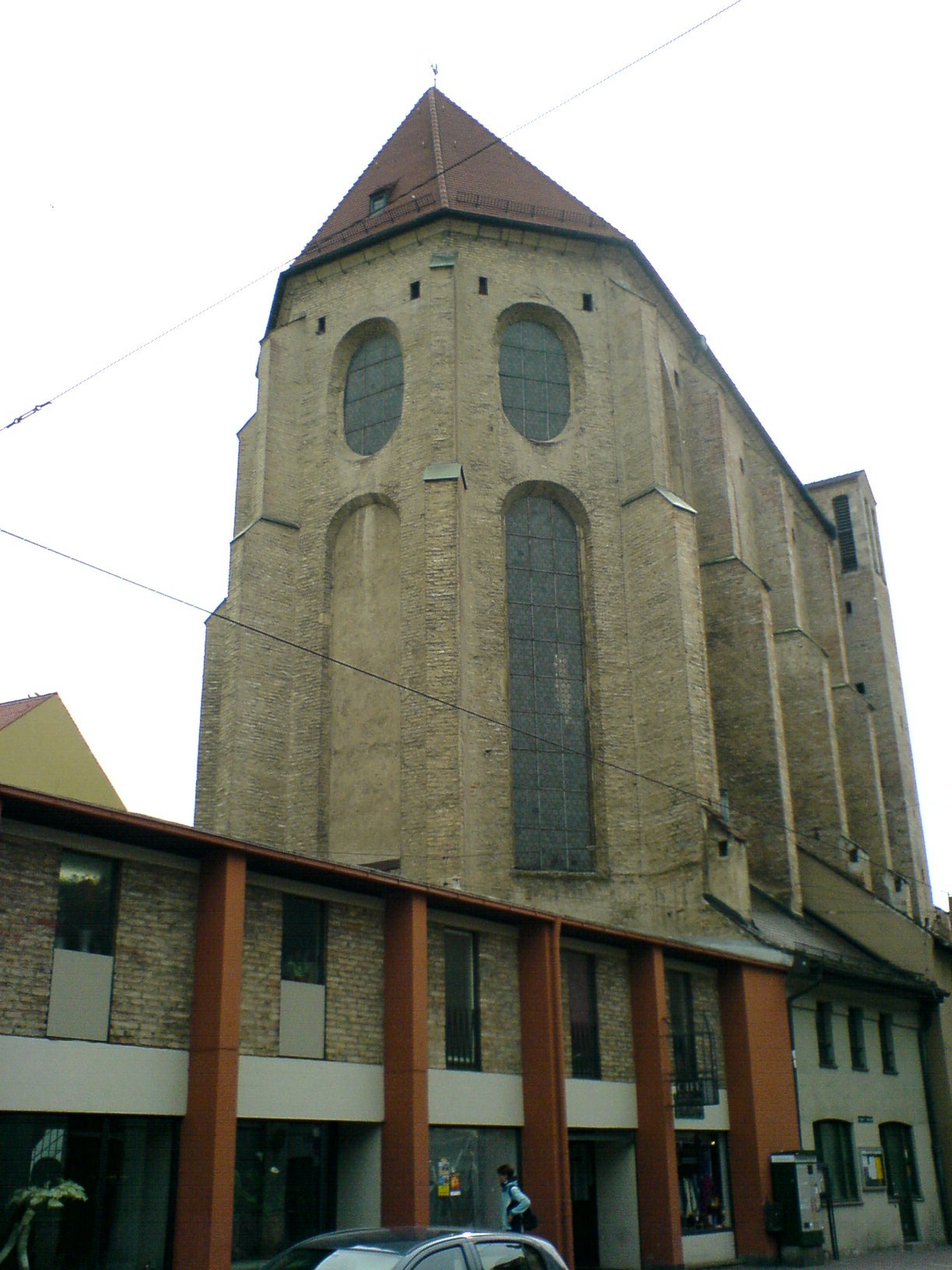
Die dritte, 1411 geweihte Klosterkirche in Augsburg

In Augsburg bestanden nacheinander zwei Franziskanerklöster: ein erstes von 1221 bis zur Reformation, ein zweites von 1614 bis zur Säkularisation 1807.

## Geschichte
Augsburg war die erste deutsche Stadt, in der der 1210 gegründete Franziskanerorden eine Niederlassung gründete. Binnen weniger Jahre breitete sich von dort aus der Orden im Reich bis zur Ostsee aus. Das Kloster in Augsburg wurde 1221 vermutlich durch Siegfried von Rechberg, Bischof von Augsburg, gegründet; der Neffe des Bischofs, ein Domherr und Vicedomus (Verwalter), stellte den Brüdern anfangs vorübergehend sein Amtshaus zur Verfügung. Das Kloster gehörte zur Oberdeutschen (Straßburger) Franziskanerprovinz (Provincia Argentina). Bei der Teilung des Ordens in die Observanten und Konventualen am Ende des Armutsstreits schloss sich der Konvent den Konventualen an, die an gemeinsamen Besitz, Renten und Liegenschaften festhalten wollten; die Augsburger Franziskaner verfügten über Grundbesitz und mehrere Stiftungen, und die Klosterdisziplin war sehr gelockert. Das Kloster löste sich während der Reformation 1526 selbst auf. Der Chor der Klosterkirche blieb erhalten und ist auch heute noch Bestandteil der evangelischen Barfüßerkirche. Das Kloster wurde umgebaut und in ihm das Jakobsspital untergebracht. Heute wird das Gebäude als Altenheim genutzt. (48° 22′ 7″ N, 10° 54′ 0,1″ O)
1614 wurde in der Jakobervorstadt ein dem Heiligen Grab geweihtes neues Kloster der Franziskaner-Observanten der Bayerischen Franziskanerprovinz durch die Freiherrn Georg, Johann, Hieronymus und Maximilian von Fugger zusammen mit dem Augsburger Domkapitel gegründet. 1633 bis 1635 wurden die Brüder vertrieben; das Kloster wurde 1807 aufgelöst. Zeitweise wurden die Klostergebäude als Schule genutzt, später entstanden hier Kirche und Pfarrhaus von St. Maximilian. (48° 22′ 25,2″ N, 10° 54′ 16″ O)